# Миллер, Уильям (историк)
Уильям Миллер (брит. англ. William Miller, 8 декабря 1864, Уигтон, Олердейл, Англия, Британская империя — 23 октября 1945, Дурбан, Южно-Африканский Союз) — английский историк-медиевист, византинист, востоковед-тюрколог, авантюрист, политолог и журналист. Занимался историей Византии, Османской империи, Греции и изучением общебалканской политики. Член Британской академии и Академии наук в Афинах.
По образованию — юрист и адвокат, член Иннер-Темпла и бакалавр права (в дальнейшем — почётный доктор права). Однако никогда не работал по специальности и получил известность как профессиональный журналист, политолог и историк.

## Биография
8 декабря 1864 года в Уигтоне (Олердейл, Англия) у владельца шахт Уильяма Миллера и его жены Фанни (урождённой Перри) родился сын, которого назвали, как и отца, Уильям. Фанни умерла вскоре после родов. Уильям-младший окончил школу Рагби, затем он  обучался в Хэртфорд-колледже Оксфордского университета, получая государственную стипендию. Миллер прослушал курс Classical Moderations, завершив его с наградой первого класса в 1884 году, и курс Literae humaniores, завершив его со степенью бакалавра искусств первого класса по классике в 1887 году. В 1889 году Уильяма призвали в Иннер-темпл, но он никогда не занимался юридической практикой. Благодаря состоянию отца Уильям имел небольшой, но постоянный доход, поэтому до конца жизни у него не было необходимости занимать должности с полным рабочим днём. 
С 1890 года Миллер часто ездил по Балканам, особенно часто посещая Сербию, Боснию и Черногорию.  В 1903 году он стал постоянным корреспондентом отдела международной политики газеты «Морнинг Пост» (англ. Morning Post, «Утренняя почта»), базируясь в Италии и на Балканах. Первоначально Уильям жил в Риме, но после прихода к власти фашистов перебрался в Афины. Отсюда он освещал последние события сначала для «Морнинг Пост», а с 1937 года — для других периодических изданий. 
В 1903 году Миллер стал ассоциированным сотрудником в Королевском колледже Лондона. В 1926 году Уильяма избрали почётным студентом Британской школы в Афинах. С этого года на первой странице выпускаемого школой журнала печатается его имя, как имя человека, с которого должны брать пример все ученики. Миллер регулярно посещал библиотеку у школы несмотря на то, что её связь с Великобританией в те годы была нарушена вследствие Первой мировой войны и к 1930-м годам почти иссякла. В 1933 году его избрали почётным студентом кафедры памяти Кораиса, хотя позднее он отказался от предложения баллотироваться на пост её председателя. Он опасался вероятного финансирования должности из-за рубежа, что угрожало бы его независимой позиции в Греции.
В 1941 году вследствие вторжения Германии в Грецию в начале Второй мировой войны Уильям бежал из Афин, бросив в городе почти всё своё имущество. Свои оставшиеся дни он провёл в Дурбане, Южная Африка, где и умер 23 октября 1945 года. Миллер оставил 500 фунтов стерлингов для благоустройства после войны сада Британской школы в Афинах, у западной стены которого находится могила его верного пса.

## Журналистика
По словам историка С. Рансимена, Миллер заслужил репутацию авторитетного и разбирающегося в делах Балканского полуострова человека. Он написал ряд статей в ведущих журналах мира о современной ему Балканской истории и политике.
По мнению С. Рансимена, Миллер был хорошо информированным, надёжным и объективным журналистом. Рансимен называл его прямой противоположностью ирландца Джеймса Бурсье, который пытался заигрывать с политиками. При этом Уильям не отказывал балканским государственным деятелям, которые обращались к нему за советом. Особенно его ценил неоднократный премьер-министр Греции Элефтериос Венизелос. Рансимен характеризовал Уильяма как верного сторонника либеральных идей и как филэллина. Рансимен писал, что книга «Османская империя и Греция» (англ. Ottoman Empire and Greece) 1928 года — это «восхитительные и чётко изложенные рассказы человека, близко знающего страны, которые он описывает».

## История
Хотя Миллер никогда не называл себя историком, предпочитая термины «газетный корреспондент» и «писатель

», его главные достижения были совершены именно в области медиевистики. Его первая статья по истории Черногории появилась в июле 1896 года в научном журнале English Historical Review, а в дальнейшем Уильям стал одним из его основных авторов и рецензентов. Следующие 40 лет он писал статьи для многих крупных исторических журналов Великобритании и США, регулярно публиковался в The American Historical Review и в ряде научных изданий Греции. Тогда же он написал несколько книг по истории Балкан в эпоху Средневековья и в Новое время. Наиболее важными из этих книг Рансимен называл «Латиняне в Леванте : история Франкской Греции» (англ. The Latins in the Levant : a history of Frankish Greece, 1908) и «Османская империя и её преемники, 1801—1913» (англ. The Ottoman Empire and its Successors, 1801—1913, 1913). Последняя дважды переиздавалась при жизни автора с дополнениями и расширениями, а затем неоднократно уже после его смерти.
В 1920 году вышел 12 том «Кембриджской истории современности» (англ. The Cambridge Modern History), в котором Миллер написал главу, посвящённую Османской империи и Балканскому полуострову. В дальнейшем, в 1920-х годах, Кембриджский университет пригласил его для работы над четвёртым томом «Кембриджской истории Средневековья» (англ. The Cambridge Medieval History), посвящённом истории Византии. Уильям стал автором 15-й главы, посвящённой Латинской империи и европейским католическим государствам на территории Греции, 16-й главы, посвящённой Никейской империи, и 17-й главы, посвящённой греческим и славянским балканским государствам на осколках Византии. Для человека, который даже не имел исторического образования (он окончил обучение со степенью бакалавра права и бакалавра искусств по классике), это означало всеобщее признание. По словам Рансимена, эти главы, основанные на прошлых многочисленных исследованиях Миллера в области истории, продемонстрировали его способность объединять множество мелких фактов в единое повествование в небольшой главе. В те годы Уильям был одним из самых читаемых и авторитетных востоковедов-медиевистов мира. Труд Миллера «Латиняне в Леванте…» стал первой крупной и почти полной работой, посвящённой периоду франкской власти в Греции, которая, однако не включала в себя территорию венецианского Крита; по словам Уильяма Миллера, причин этому было две — Крит на момент публикации ещё не являлся частью Королевства Греция, а также не были опубликованы и доступны для всеобщего пользования документы об этой эпохе. В 2014 году историк Никифор Цугаракис из университета Эдж Хилл в Англии писал, что эта книга стала на десятилетия учебником для всех изучающих данную тему. Византинист Дж. Бьюри в 1909 году писал, что «столь необходимая» сжатость не мешает восхищаться материалом работы Миллера, который обладает лёгкостью восприятия и основан на всех имевшихся на тот момент у учёных данных и новейших исследованиях, послужив отличной заметой соответствующей части относительно устаревших тогда работ Джорджа Финлея и Карла Хопфа. В конце рецензии Бьюри отметил: «Работа заслуживает доверия и является столь же надежной и солидной, сколько ясной». Британский историк Уильям Роуз же писал в 1911 году, что история на сложную и часто игнорируемую тему у Миллера получилась комплексной, поучительной и выверенной и что она определённо послужит будущим поколениям историков, что будут изучать регион. Уже в 1909—1910 годах греческий учёный Спиридон Ламброс издал расширенный грекоязычный перевод этой работы с дополнительными главами и комментариями. По мнению Цугаракиса, Уильям Миллер и Огюст Лонгнон унаследовали «романтический взгляд» на европейскую экспансию. Некоторые современные историки, называя его устаревшим, отмечали значительное влияние трудов авторов, которые придерживались такого взгляда, на последующих исследователей истории региона. В 2000 году Ричард Клогг назвал Уильяма великим историком по современной и средневековой Греции. Тогда же он писал, что книга Миллера «Греческая жизнь в городе и деревне» (англ. Greek Life in Town and Country, 1905) «остаётся одной из самых информативных, проницательных и сочувственных книг, когда-либо написанных о современной Греции».
Миллер также является автором нескольких статей для 11-го издания Британской энциклопедии.

## Семья
В 1895 году Уильям Миллер женился на Аде Мэри, дочери полковника Томаса Паркера Райта, с которой прожил 50 лет. Брак был бездетным. 

## Награды и память
В 1932 году Миллер был избран в Британскую академию, так и не получив степень PhD, как и исторического образования в целом. Позже Афинский национальный университет имени Каподистрии присвоил ему почётную степень доктора права, а Академия наук в Афинах и Историко-этнологическое общество Греции — статус иностранного члена-корреспондента по отделу истории.

## Работы
- The Balkans: Roumania, Bulgaria, Servia, and Montenegro. — London : T. Fisher Unwin[англ.] ; New York : G. P. Putnam's Sons[англ.], 1896. — XIX, 476 p.

- The Balkans: Roumania, Bulgaria, Servia and Montenegro, with New Chapter Containing Their History from 1896 to 1922. — Third revised ed. — London: T. Fisher Unwin, 1922. — XXI, 538 p.

- Travels and Politics in the Near East. — London : T. Fisher Unwin ; New York : Frederick A. Stokes Company[англ.], 1898. — XXIV, 515 p.
- Mediaeval Rome: from Hildebrand to Clement VIII, 1073—1600. — New York: G.P. Putnam's Sons, 1902. — XIII, 373 p. — (Story of the nations). — ISBN 978-07-90-56244-5.
- Greek Life in Town and Country. — London: George Newnes:LTD[англ.], 1905. — X, 310 p.
- The Latins in the Levant: a history of Frankish Greece (1204—1566). — London: John Murray, 1908. — XX, 675 p.

- The Latins in the Levant: a history of Frankish Greece (1204—1566). — 4th reprinted and expanded ed. — Cambridge : Speculum Historiale ; New York : Barnes & Noble, 1964. — XX, 675 p.

- Латиняне в Леванте. История франкской Греции (1204—1566) = The Latins in Levant. A History of Frankish Greece (1204—1566) / перевод М. Игнатова. — М.: «ИД „Клио“», 2019. — Т. 1. — 284 с. — ISBN 978-5-906518-37-8.

- The Ottoman Empire and the Balkan Peninsula // The Cambridge Modern History / planned by Lord Acton, ed. by Adolphus Ward; G. W. Prothero[англ.]; Stanley M. Leathes[англ.]. — Cambridge: Cambridge University Press, 1920. — Vol. XII. The Latest Age. — P. 381—428. — XXXIV, 1033 p.
- The Latin Orient (англ.). — London: Society for Promoting Christian Knowledge[англ.], 1920. — 64 p. — (Helps for Students of History, no. 87 / ed. by C. Johnson[англ.], H. W. V. Temperley, J. P. Whitney).
- Essays on the Latin Orient. — Cambridge: Cambridge University Press, 1921. — VIII, 582 p. — сборник статей, первоначально опубликованных в таких изданиях как Quarterly Review[англ.], The English Historical Review, Journal of Hellenic Studies, Byzantinische Zeitschrift, The Westminster Review[англ.], The Gentleman’s Magazine, The Journal of the British and American Archæological Society of Rome.
- A history of the Greek people (1821—1921) / With an introd. by G. P. Goech. — London : Methuen Publishing[англ.] ; New York : Dutton Publishing[англ.], 1922. — X, 184 p. — (Histories Of The Peoples).
- The Ottoman Empire and its Successors, 1801—1922. — 2nd, revised and expanded ed. — Cambridge: Cambridge University Press, 1923. — XV, 616 p.

- На руинах Османской империи. 1801—1927: Новая Турция и свободные Балканы = The Ottoman Empire and its Successors, 1801—1927 / перевод Е. В. Ламановой. — М.: Центрполиграф, 2020. — 628 с. — (Всемирная история). — 2000 экз. — ISBN 978-5-9524-5464-4.

- XV: Greece and Aegean under Frank and Venetian Domination (1204—1571) // Cambridge Medieval History / planned by J. B. Bury; edited by J. R. Tanner[англ.], C. W. Previté-Orton[англ.], Z. N. Brooke[англ.]. — Cambridge: Cambridge University Press, 1923. — Vol. IV: Eastern Roman Empire, 717—1453. — P. 432—477. — XXXVI, 993 p.
- XVI. The Empire of Nicaea and the Recovery of Constantinople // Cambridge Medieval History / planned by J. B. Bury; edited by J. R. Tanner, C. W. Previté-Orton, Z. N. Brooke. — Cambridge: Cambridge University Press, 1923. — Vol. IV: Eastern Roman Empire, 717—1453. — P. 478—516. — XXXVI, 993 p.
- XVII. The Balkan States // Cambridge Medieval History / planned by J. B. Bury; edited by J. R. Tanner, C. W. Previté-Orton, Z. N. Brooke. — Cambridge: Cambridge University Press, 1923. — Vol. IV: Eastern Roman Empire, 717—1453. — P. 517—593. — XXXVI, 993 p.
- Empire of Trebizond, the Last Greek Empire. — London, New York City, NY, and Toronto: Society for Promoting Christian Knowledge; Macmillan & Co., 1926. — V, 139 p.
- Greece. — London: Ernest Benn:LTD[англ.], 1928. — V, 351 p.